# Fabio Firmani
‎Fabio Firmani, italijanski nogometaš, * 26. maj 1978, Rim, Italija.
Firmani je nekdanji nogometni vezist. Visok je 178 cm, tehta pa 69 kg. Za Lazio je podpisal leta 2005, pred tem pa je nastopal za Vicenzo, Reggino, Chievo, Bologno, Venezio in Catanio. V Serie A je debitiral 26. januarja 1997 v dresu Vicenze.